# 23686 Songyuan
23686 Songyuan (1997 JZ7) là một tiểu hành tinh vành đai chính.